# FV-2 (Spanje)
De FV-2 is een hoofdverkeersweg op het Spaanse eiland Fuerteventura. De weg loopt vanaf de plaats Puerto del Rosario naar de streek Jandía in het zuiden. 
De laatste 30 kilometer van de weg, op het schiereiland Jandía, is uitgevoerd als autosnelweg. Op 29 december 2015 werd de rondweg om Costa Calma geopend. Een ontbrekend gedeelte van 7 kilometer tussen Costa Calma en El Salmo wordt naar verwachting in 2017 geopend. Voor de kredietcrisis waren er plannen om de gehele FV-2 op te waarderen tot autosnelweg.